# Venus, Adonis and Cupid
Venus, Adonis and Cupid é uma pintura feita circa de 1595 por Annibale Carracci. A pintura está localizada no Museu do Prado, na cidade de Madrid na Espanha. Annibale Carracci é um dos pintores mais conhecidos do Barroco Italiano, do século XVII. Os irmãos Carracci fundaram uma academia chamada Accademia degli Incamminati, que foi pioneira no desenvolvimento das pintura de Bolonha. Annibale Carraci e Caravaggio foram se não os pintores mais expoentes do seu século, que com seus estilos artísticos únicos levaram á transição do Maneirismo para o Barroco. Annibale nasceu em Bolonha, em 1560 e morreu em Roma em 1609.
A pintura entrou para a Coleção real espanhola em 1664.
Venus, Adonis and Cupid ilustram as influências de pintores como Ticiano, Correggio, Veronese, bem com esculturas gregas. Venus, Adonis and Cupid apresenta três figuras centrais, retratadas sobre uma floresta: Vênus segurando o Cupido, que aponta para ela olhando para Adônis que está entre ela, enquanto olha para trás. Adônis está acompanhado de seus cães de caça, como mostra através dos galhos que ele empurra, que também revela Vênus. A pintura foi feita diagonalmente, com pinceladas suaves que dão uma estética mais natural. As cores são mudas em quase toda a obra, mas vívidas nas figuras, atraindo a atenção do espectador. A composição tem grande influência de Veronese.

## Mitologia
O mito de Vênus e Adônis foi descrito pela primeira vez no livro de Ovídio, Metamorfoses. Essa é a versão mais aceita do mito. Adônis foi um jovem atraente e mais bonito do que os próprios deuses, mesmo sendo fruto de um incesto. Vênus estava brincando com seu filho, Cupido, nas florestas e foi acertada no peito por uma de suas flechas. A ferida foi mais profunda do que ela pensava, e antes dela ter se curado, se depara com Adônis. Com isso, ela imediatamente se apaixona por ele e esquece dos seus outros amores e da sua vida no Olimpo. Ela segue ele e o ajuda na suas caçadas, se vestindo como Diana. Ela o avisou que "bravura não é segura quando se confronta o selvagem. Não seja tolo, tenha cuidado em me colocar em perigo, e não provoque as criaturas que a natureza arrojou, para que sua glória não seja às custas." Quando Vênus foi embora com seus cisnes em direção aos céus, Adônis provocou um urso selvagem e foi morto. Ela voou em sua direção afim de socorrê-lo, porém já era tarde demais, então ela transformou seu sangue em uma flor, que floresce a cada ano lembrando-a de seu amor e a tristeza da perda.

## A pintura
Venus, Adonis and Cupid ilustra o mito de Ovídio. Annibale captura o cenário do primeiro encontro do casal. O sangue da flecha do Cupido pode ser visto nos seios de Vênus. O cenário elimina os elementos dramáticos da narrativa e foca nos emocionais, retratado através dos gestos e do contato visual. A "sensualidade do encontro é transmitida através da tridimensionalidade dos volumes e o leve chiaroscuro", particularmente visto em Vênus. Annibale foi fortemente influenciado por Coreggio em seus elementos, bem como no uso dos gestos para atrair a atenção do espectador. O cenário também é diretamente correlacionada à poesia de Ticiano, uma série de pinturas mitológicas feitas para Felipe II, além de Vênus e Adônis.  O uso das três figuras bem como a interpretação poética do mito é remanescente das pinturas de Ticiano. Nessa pintura Annibale explora desde o realismo ao idealismo clássico. Seus trabalhos anteriores, como The Bean Eater, refletem a abrangência da capacidade impressiva de Annibale em suas obras e a sua habilidade em produzir obras realistas. Ele pintava cenários, paisagens, retratos, cenários mitológicos/clássicos, bem como caricaturas e comissões religiosas.

## Composição da figura
As figuras de Vênus, Adônis e Cupido são extremamente detalhadas e tem um elemento clássico, como visto anteriormente nas obras de Michelangelo e Rafael. Os corpos do Cupido e de Vênus estão "misturados" e a composição inteira tem um tema diagonal. Vênus e o Cupido estão nús, enquanto Adônis tem peles de animais pelo seu corpo, refletindo a sua natureza como caçador. Ele tem um tecido azul que balança ao vento e um tecido amarelo pelo restante do corpo, e carrega consigo um arco e uma aljava na sua mão esquerda. Tipicamente na Grécia Antiga, Afrodite, ou Vênus, sempre foi retratada nua, o que é considerado um dos atributos que distinguia ela como a deusa do amor. Outras esculturas femininas da época eram vestidas por completo. Adônis e Vênus se olham, incrementando a tensão emocional e o Cupido está olhando para nós como se convidasse o espectador para a cena. As suas mãos aparecem apontando para Vênus, possivelmente para a ferida no seu peito. Cupido segura o arco que acertou Vênus, a ferida continua evidente no meio de seus seios. Cupido tem seu aspecto gordo mesmo sendo um bebê, diferentemente de Adônis que jovem, possuí um corpo atlético que é característico das esculturas nuas de heróis da Grécia Antiga.
Seu trabalho anterior no Os Amores dos Deuses, incorpora esses elementos estilísticos: o uso da diagonal, o retrato de corpos inteiros com mechas de cabelos em movimento, e uma nudez parcial, com tecidos cobrindo os corpos seminus. Annibale passou muitos anos em Roma estudando esculturas gregas, particularmente ele era fascinado por Lacoon e seus Filhos e escreveu para seu irmão sobre isso. O "corpo voluptuoso" de Vênus foi desenhado sob influência de Ticiano, como visto na obra. Venus and Adonis de 1553, por Ticiano, mostra um nu de Vênus, envergonhada por Adônis, com eles se olhando diretamente. Cupido está no fundo da obra, com uma paisagem simples e Adônis segurando seus cães. Annibale também esboçou a ideia de uma paisagem atrás da composição principal como Ticiano. Na versão de Annibale, Adônis mexe o arbusto para revelar Vênus e seus cabelos ao vento, o que se repete no Cupido e em Vênus. Os cachos dourados são esboços de retratos clássicos de arte.

## Composição
O fundo da pintura é difícil de distinguir por causa do contraste entre as figuras e a paisagem. As figuras são o foco principal e tomam toda a atenção da pintura. Esse uso de contraste é uma típica convenção estilística do Barroco. O fundo é bem acurado assim como as árvores, os galhos, as folhas, um pequeno riacho, pedras e o que parece ser as ruínas Romanas no canto superior direito. As ruínas parecem ser colunas quebradas que aludem ao passado, há águas ao longo da colunas que permitem o reflexo do céu. Os cantos superiores tanto à esquerda com à direita mostram aberturas entre a floresta, nos dando uma maior impressão de profundidade na obra. A perna direita de Adônis parece sumir entre a paisagem/fundo e as pinceladas usadas são mais suaves e as cores mais escuras. Suas sandálias são douradas e tem detalhas finitos. Há dois pombos nos pés de Vênus, um símbolo de amor. O pombo à esquerda está bebendo da água do riacho que corta as figuras. Adônis tem três cães de caça, apesar de um dos cães está parcialmente cortado, que indica que a cena é muito maior do que na pintura, como se ela fosse apenas uma "fotografia".

## Estilo artístico
O estilo artístico dessa obra parece variar em todos os sentidos, especialmente no uso das pinceladas, que alternam entre suaves à fortes. Essa alternação entre suave e forte, é como um reforço ao realismo clássico que Carracci é bem conhecido. O fundo foi feito com pinceladas suaves e uma boa mistura de cores onde as figuras centrais são bem clássicas e bem pensadas no sentido de detalhes e realismo, o que é complexo. Todas as figuras tem pequenos elementos incrivelmente complexos. O cabelo de Vênus foi feito por pequenas mechas, e a aljava, a sandália e roupa de Adônis tem detalhes específicos que incrementam seu caráter. Até mesmo as coleiras dos cães são significantes. Há algo peculiar nas asas do Cupido, ela alguns tons avermelhados, possivelmente sangue vindo do da ferida de Vênus, ou apenas o jeito de mostrar reflexo, de Annibale. O tecido rosa abaixo de Vênus, está possivelmente representando o amor, porque é derivativo do vermelho, e tem tons de cores suaves. As três cores principais da obra são o amarelo, azul e o rosa sendo as mais vibrantes de toda a obra, tonalidade pastel. Todas as vestimentas tem leves pinceladas de branco, com intuíto de indicarem o reflexo da luz.
Annibale Carracci é provavelmente mais conhecido por seu trabalho no Os Amores dos Deuses, que foi encomendado pouco tempo após essa obra. Ele incorporou elementos de Venus, Adonis and Cupid no teto incluindo outras imagens de Vênus sobre outros mitos. Seu uso das dinâmicas, arranjos de composição, o estilos de corpos, contatos visuais e gestos são mais uma vez empregados para dar a profundidade emocional e conexão entre as figuras. Carracci também estudou os trabalhos de Corregio em Parma, Veronese e Tintoretto em Veneza e depois em Roma. A obra de Veronese Venus and Adonis de 1580, retrata a cena depois que Adônis morre. Adônis está deitado no colo de Vênus depois de ter sido ferido por um urso selvagem. Cupido segura os cães e Vênus olha de relance para ele ao invés de olhar para Adônis. Ambas pinturas de Vênus e Adônis, de Ticiano e Veronese influenciaram esta obra de Annibale, e ajudaram o artista a se tornar um dos maiores mestres da pintura barroca.